# Gore Ouseley

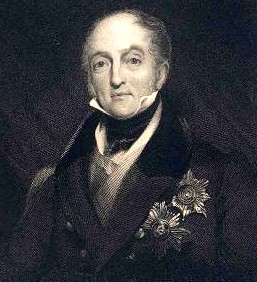
Sir Gore Ouseley, (1830)

Gore Ouseley, 1.º Baronet GCH (24 de junio de 1770 – 18 de noviembre de 1844), fue un empresario, lingüista y diplomático británico. Nació en 1770 y falleció en Hall Barn Park, Beaconsfield, Buckinghamshire en 1844. Negoció el Tratado de Gulistán entre el Imperio ruso e Persia en 1813, en el cual se rediseñaron las fronteras entre ambas naciones, siendo Rusia la más beneficiada.

## Primeros años
Ouseley nació en Limerick, Irlanda. Sus padres fueron Ralph Ouseley y Elizabeth Holland. Su lado paterno era originalmente de Shropshire. Gore fue educado en su hogar junto con su hermano, William y su primo, Gideon Ouseley. Los tres tuvieron distinguidas carreras.

## India
Mientras trabajaba en el Gobierno británico y publicaba en Lucknow, se hizo amigo del Nawab local Saadat Alí Khan II y fue el responsable de la construcción de un palacio llamado Dilkusha Kothi en las orillas del río Gomti, cerca de Lucknow. Este palacio se mantuvo en pie durante medio siglo, hasta que fue destruido en el Asedio de Lucknow. El palacio era una copia del country housebarroco inglés, Seaton Delaval Hall.
Su nombre obtuvo prestigio en la India, al punto de llegar a ser nombrado Comandante Mayor. Fue nombrado baronet en 1808 con la recomendación de Sir Richard Wellesley.

## Persia

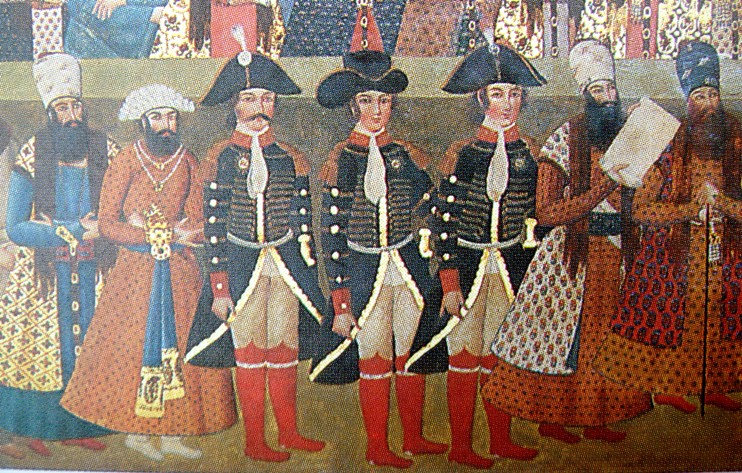
La delegación inglesa en la Corte de Fath Alí Shah en 1808: John Malcolm, Harford Jones y Gore Ouseley.

Ejerció como embajador en Persia desde 1810 donde estuvo a cargo de negociar tratados principalmente con Persia y Rusia. Estuvo acompañado por su hermano como secretario, Sir William Ouseley, que al igual que Gore era un entusiasta orientalista (Fue el primer embajador de Persia desde que Sir Dodmore Cotton fuese enviado por el rey Carlos I). Nominalmente apoyaba al sah de Persia (Fath Alí Sah Qajar). El tratado más importante que realizó fue el Tratado de Gulistán (en ruso: Гюлистанский договор; en persa: عهدنامه گلستان‎: عهدنامه گلستان) el cual fue preparado por el embajador con la ayuda del Ministerio de Relaciones Exteriores británico.
El tratado confirmó la inclusión de los actuales territorios de Azerbaiyán, Daguestán y Georgia Oriental al Imperio ruso. El tratado fue firmado el 24 de octubre de 1813. Ouseley pudo haber visitado Persépolis durante su estadía en Persia, ya que un grupo de relieves coleccionados por él mismo fueron donados al Museo Británico en 1825.

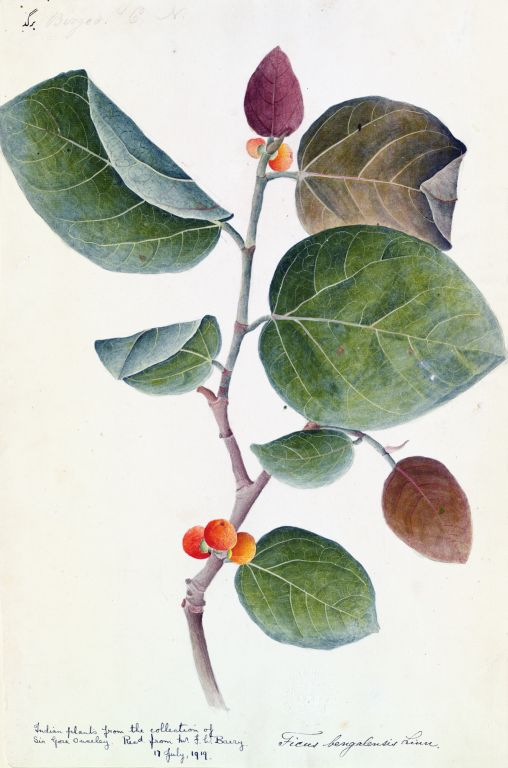
Frutas y hojas de baniano – Colección en acuarela de Gore Ouseley – ubicado actualmente en el Real Jardín Botánico de Kew.

## Rusia
Después de que su hermano regresara a Inglaterra en 1813 para dedicarse a la escritura, dejó Persia al año siguiente, deteniendose en San Petersburgo. Mientras estuvo en Rusia,  fue condecorado con la Orden de San Alejandro Nevski. También fue el responsable en la publicación de la traducción inicial del Nuevo Testamento en idioma persa. La traducción había sido realizada por un amigo, el Reverendo Henry Martyn, y Mirza Saiyad Ali Kahn. Martyn había fallecido en su viaje de regreso a Inglaterra, por lo que Ouseley había acordado disponer la publicación del manuscrito. Esto fue realizado en San Petersburgo, haciandóse cargo personalmente de la corrección del documento. Esta versión fue posteriormente refinada y publicada en Calcuta.

## Inglaterra
En su regreso a Inglaterra en 1815, Ouseley no tuvo alguien que lo acompañara como él esperaba (y a pesar de una recomendación).
Ouseley había aprendido sánscrito, árabe, y por diversión, él y su hermano William aprendieron idioma persa.  William publicó varios libros, pero los de Gore no fueron publicado hasta después de su muerte.
En 1833, la familia vivía en Hall Barns, y disfrutaba de la jardinería y construir obras como solía hacerlo en la India. En 1835,  ejerció como el Gran Sheriff de Buckinghamshire.
Llegó a ser Presidente de la Sociedad para la Publicación de Textos Orientales en 1842 y se le atribuye la publicación de la sociedad de Gulistan de Sa'di por Sa'di, el cual fue traducido por Francis Gladwin.
Hay un monumento a su memoria en la Iglesia de Hertingfordbury, Hertfordshire y su colección de pinturas del Imperio mogol se encuentran en la Biblioteca Bodleiana en Oxford (fueron donados en 1859 por un funcionario belga, JB Elliott).
Su hijo, el profesor y reverendo canónigo Sir Frederick Arthur Gore Ouseley (12 de agosto de 1825 – 6 de abril de 1889) fue además un compositor, organista, y musicólogo inglés.

## Libros
- "Comentarios en las Instituciones de Estadísticas y Políticas de los Estados Unidos, con algunas Observaciones en el Sistema Eclesiástico de América, sus fuentes de Ingresos, &c", 1832
- Noticias biográficas de Poetas persas, 1846 (publicados 2 años después de su muerte)

## Honores
- Baronet
- Orden de San Alejandro Nevski.
- Orden del Sol y el León (Qajar)
- Presidente de la Sociedad para la Publicación de Textos Orientales
- Miembro de la Royal Society
- Miembro de la Sociedad de Anticuarios
- Gran Sheriff de Buckinghamshire en 1835